# Ptolemaj I. Soter
Ptolemaj I. Soter (starogrško Πτολεμαῖος Σωτήρ, latinizirano: Ptolemaĩos Sōtḗr, dob. 'Ptolemaj Rešitelj'), znan tudi kot Ptolemaj Laguški (starogrško Πτολεμαῖος ὁ Λάγου/Λαγίδης, latinizirano: Ptolemaíos o Lágou/Lagídis)  je bil makedonski Grk, general Aleksandra Velikega in eden od treh diadohov, ki so nasledili Aleksandrovo cesarstvo. Leta 323 pr. n. št. je postal vladar Egipta in ustanovitelj Ptolemajske vladarske dinastije, ki je v Egiptu vladala naslednja tri stoletja. Aleksandrija je postala središče grške kulture. Ptolemaj je asimiliral  nekaj aspektov egipčanske kulture in se od leta 305/304 pr. n. št. naslavljal s faraonom. Raba naslova je bila odvisna od okoliščin: pri sprejemih Egipčanov je bil faraon,  pri sprejemih Grkov in na kovancih  pa basileus, * okoli 367 pr. n. št., † 283/284 pr. n. št.
Ptolemaj I. je, tako kot drugi makedonski plemiči trdil, da je potomec Herakleja, mitološkega ustanovitelja  Argejske dinastije, ki je vladala v Makedoniji. Ptolemajeva mati je bila Arsinoja Makedonska, oče pa ni znan. Antični viri ga opisujejo kot sina makedonskega plemiča Lagusa ali kot nezakonskega sina Filipa II. Makedonskega. Če je to res, je bil polbrat Aleksandra Velikega. Slednje so si zelo verjetno izmislili kasneje, da bi podkrepili slavo Ptolemajske dinastije.  Ptolemaj je bil eden od najbolj zaupnih Aleksandrovih generalov in eden od njegovih sedmih osebnih stražarjev. Bil je nekaj let starejši od Aleksandra in od otroštva njegov intimni prijatelj.
Ptolemaja I. je po smrti nasledil sin Ptolemaj II. Filadelf.

## Vojaška kariera
Ptolemaj  je sodeloval z Aleksandrom že v prvih vojnih pohodih in igral pomembno vlogo v kasnejših kampanjah v Afganistanu in Indiji. V bitki pri Isu je pod Parmenionovim poveljstvom poveljeval četam na levem krilu makedonske vojske. Kasneje je spremljal Aleksandra na potovanju v preročišče v oazi Siva v zahodnem Egiptu, kjer je bil Aleksander proglašen za Zevsovega sina. Ptolemaj je prvič samostojno poveljeval na pohodu proti uporniškemu baktrijskemu satrapu Besu. Besa je ujel in ga predal Aleksandru, ki ga je dal usmrtiti. Med kampanjo na Indijsko podcelino je Ptolemaj poveljeval predhodnici pri obleganju Aornosa in se bojeval v bitki na Hidaspu.

## Aleksandrov naslednik
Ko je Aleksander leta 323 pr. n. št. umrl, so se v Babilonu dogovorili za delitev njegovega imperija. Ptolemaj je bil imenovan za satrapa Egipta pod uradnim kraljem Filipom III. Makedonskim in mladoletnim Aleksandrom IV.  Aleksandrov satrap Egipta Kleomen naj bi postal njegov namestnik. Ptolemaj se je hitro preselil v Egipt in brez odobritve podjarmil Cirenajko.
Svojo pravico do prestola je po običajih makedonskih kraljev uveljavil tako, da je pokopal svojega predhodnika, verjetno tudi zato, da bi prehitel cesarskega regenta Perdika. Aleksandrovo telo je z velikimi težavami pripeljal iz Babilona v Egipt in ga začasno pokopal v Memfisu in se takoj pridružil koaliciji proti Perdiku. Perdik je sumil, da namerava Ptolemaj prevzeti makedonski prestol, zato ga je imel za najbolj nevarnega tekmeca. Ptolemaj je po prevzemu oblasti usmrtil Kleomena, češ da vohuni za Perdika, in se polastil njegovega ogromnega bogastva.

## Rivalstvo in vojne
Perdik je leta 321 pr. n. št. poskušal napasti Egipt. Perdikov poskus preboja Ptolemajeve obrambe na Nilu se je končal s porazom in izgubo 2.000 mož. Poraz je bil usoden za Perdikov ugled. V noči pred odločilnim napadom sta ga v šotoru ubila njegova služabnika.  Ptolemaj je takoj prečkal Nil in oskrbel še prejšnji dan sovražno vojsko. Vojska mu je ponudila Perdikovo regentstvo, kar je Ptolemaj zavrnil. Bil je dosleden v svoji politiki naslanjanja na lastne sile in ni nikoli podlegel skušnjavi, da bi tvegal naslediti Aleksandra Velikega.
Aleksandrovi smrti je sledila dolga vojna med različnimi diadohi. Ptolemajev prvi cilj je bil zavarovati Egipt, drugi pa dobiti oblast nad okoliškimi ozemlji: Cirenjako, Ciprom in Sirijo, vključno s provinco Judejo. Sirijo je prvič napadel leta 318 pr. n. št. in hkrati vzpostavil protektorat nad nepomembnimi vladarji na Cipru. Ko je leta 315 pr. n. št. postal nevaren vladar Azije Antigon I. Monoftalm, se je Ptolemaj pridružil koaliciji proti njemu in se ob izbruhu vojne umaknil iz Sirije. Na Cipru se je vojskoval z Antigonovimi pristaši in leta 313 pr. n. št. ponovno vzpostavil svojo oblast. Isto leto je zatrl upor v Kireni v sedanji Libiji.
Leta 312 pr. n. št. sta Ptolemaj in pobegli satrap Babilonije Selevk napadla Sirijo in v bitki pri Gazi porazila Antigonovega sina Demetrija Poliorketa. Ptolemaj je ponovno zasedel Sirijo in se moral samo nekaj mesecev kasneje ponovno umakniti. Leta 311 pr. n. št. so sprte strani sklenile mir. Kmalu zatem so trinajstletnega  kralja Aleksandra v Makedoniji na Kasandrov ukaz umorili in Ptolemaj I. je kot satrap Egipta postal sam svoj gospodar.
Mir v Levantu ni trajal dolgo. Ptolemaj je leta 309 pr. n. št. osebno poveljeval ladjevju, ki je osvojilo Antigonova obalna mesta v Likiji in Kariji in zatem odplulo proti Grčiji, kjer je leta 308 pr. n. št. osvojilo Korint, Sikion in Megaro. Leta 306 pr. n. št. je veliko ladjevje pod poveljstvom satrapa Demetrija napadlo Ciper. Demetrij je v odločilni bitki pri Salamini  porazil Ptolemajevega brata  Menelaja in ga ujel. Sledil je Ptolemajev popoln umik s Cipra.
Satrapa Demetrij in Antigon sta se preimenovala v kralja. Njima so sledili tudi Ptolemaj I., Kasander, Lizimah in Selevk I. Nikator.  Pozimi leta 306 pr. n. št. je Antigon po zmagi na Cipru napadel Egipt. Ptolemaj ga je uspešno obranil in kasneje ni več poskušal napasti Antigonovih prekomorskih ozemelj. Leta 305/304 pr. n. št. je kljub temu vmešal v Demetrijevo obleganje Rodosa. Geograf Pavzanias pravi,  da so mu hvaležni Rodošani po preboju blokade  podelili ime Soter – Rešitelj. Trditev sodobni znanstveniki na splošno sprejemajo, čeprav se je ime Soter prvič dokazano uporabilo na kovancih Ptolemaja II. iz leta 263 pr. n. št.
Ko se je koalicija proti Antigonu leta 302 pr. n. št. obnovila, se ji je Ptolemaj pridružil in med Antigonovim vojskovanjem z Lizimahom v Mali Aziji tretjič napadel Sirijo. Ko je izvedel za Antigonovo prepričljivo zmago, se je ponovno umaknil. Ko je izvedel, da sta Lizimah in Selevk v bitki pri Ipsu leta 301 pr. n. št. porazila Antigona in ga ubila, je še četrtič zasedel Sirijo.
Drugi člani koalicije so celo Sirijo pripisali Selevku. Odločitev je povzročila  sto let trajajoče spore med Selevkidi in Ptolemajci za oblast nad Južno Sirijo, se pravi Judejo. Zgleda, da se je Ptolemaj v tem času poskušal čim manj vmešavati v spore med Malo Azijo in Grčijo. Izgubil je vse posesti v Grčiji in na drugi strani leta 295/294 pr. n. št. ponovno osvojil Ciper. Kireno je po nizu uporov dokončno podjarmil okoli leta 300 pr. n. št. in za njenega guvernerja imenoval svojega pastorka Magasa.

## Naslednik
Leta 289 pr. n. št. je za sovladarja imenoval Ptolemaja II. Filadelfa, svojega sina z Bereniko I. Zahteve svojega starejšega (nezakonskega) sina Ptolemaja Kerauna, ki ga je imel z Antipatorjevo hčerko  Evridiko, je zavrnil. Ptolemaj Keraun je to pobegnil na Lizimahov dvor. Ptolemaj je imel otroke tudi z atensko hetero in Aleksandrovo spremljevalko na vojnih pohodih Tais. 
Ptolemaj I. je umrl pozimi leta 283 pr. n. št. ali spomladi leta 282 pr. n. št. star 84 let. Pameten in previden, kakršen je bil, je po štiridesetih letih vojskovanj zapustil kompaktno in dobro urejeno kraljestvo. Bil je pokrovitelj književnosti in ustanovitelj slavne Aleksandrijske knjižnice.

## Galerija
- Redek kovanec Ptolemaja I., kovan v spomin na uspešne pohode z Aleksandrom v Indiji
- Ptolemajeva tetradrahma, na kateri nosi slonov skalp, simbol osvojitve Indije
- Ptolemajev zlati stater s kvadrigo slonov,  Cirenajka